# Эйнгей
Эйнгей (исл. Engey, исландское произношение: [ˈeiŋkˌeiː] (слушать)о файле) — небольшой необитаемый остров в Кодла-фьорде на западе Исландии возле Рейкьявика (община Рейкьявикюрборг региона Хёвюдборгарсвайдид).

## География
Остров находится примерно в 1,4 км к северу от Рейкьявика в Кодла-фьорде (входит во фьордовый комплекс Фахсафлоуи). Эйнгей находится в 1,7 км к востоку от меньшего острова Акюрей, от которого его отделяет пролив Энгейярсюнд, и в 1,6 км к западу от острова Видей.
После Видей, Эйнгей является вторым по величине островом во фьорде. Его площадь составляет около 0,4 км², длина около 1700 метров, а ширина — 400 метров в самом широком месте. Эйнгей большей частью плоский, невысокий остров высотой всего 5-10 м над уровнем моря; самая высокая точка находится на высоте около 25 метров. Почти все берега острова пологие, только в северной части берега более крутые. На южной оконечности острова есть три небольших пруда.
Исландское государство выкупило остров у последнего владельца Сигюрдюра Гисласона в 1946 году, а в 1978 году остров был передан городу Рейкьявику. С того времени Эйнгей является частью общины Рейкьявикюрборг, но не относится ни к одному из десяти районов города, а включен в межселенные территории, так называемый «Зеленый пояс» (исл. Græni Trefillinn).

## История
Остров был населён со времен средневековья. Впервые упоминается в Сага о Стурлунгах, где говорится о том, что Стурла Сигхватссон привозил сушенную рыбу и ячменную брагу с Эйнгея в 1226 году, что предполагает наличие рыболовли и выращивания зерновых культур на острове. Сага о Ньяле также упоминает остров рассказывает в связи с братьями Глумом и Тоурарином из Вармалайк, которые владели островом в то время.
Церковь появилась на острове в 1379 году, а снесена в 1765 году. После того как остров выкупило государство, в 1950 году его покинули последние жители. В 1963 году часть зданий на острове была разобрана, а в 1966 году все оставшиеся строения были сожжены дотла. Сохранился только маяк на северной оконечности острова, который был построен в 1902 году и отреставрирован в 1937 году. Также на острове остались нескольких бетонных строений построенных в годы Второй мировой для защиты Рейкьявика — военные казармы и укрепления, укрытия для зенитной батареи и подземный командный бункер. Военные реликвии здесь сохранились лучше, чем во многих других местах Исландии, потому что вскоре после окончания войны остров был полностью заброшен.
Среди известных деятелей, предки которых ранее жили на Эйнгей, были премьер-министр Бьядни Бенедиктссон, бывший министр образования и юстиции Бьёдн Бьяднасон, бывший спикер Альтинга Рагнхильдюр Хельгадоуттир и преподобный Бьядни Паульссон. Поэт Гримюр Томсен некоторое время владел островом, прежде чем он стал собственностью правительства. Разбойник Арнес Паульссон, который был предводителем банды преступников в XVIII веке, провел на острове последние годы своей жизни на принудительном поселении и умер там в 1805 году.
На острове около 1880 года была придумана парусная лодка особой конструкции, которая впоследствии стала весьма популярной в заливе Фахсафлоуи и была названа в честь острова. Такие лодки считались более устойчивыми и быстрыми, чем другие.

## Природа
Остров обильно покрыт растительностью. Всего на Тедней произрастает 106 видов сосудистых растений и 29 видов мхов.
На острове гнездится значительное число видов птиц, в том числе различные чайки и кулики, обыкновенные гаги, глупыши, серые гуси, красноножки, морские песочники, круглоносые плавунчики и некоторые другие. Вероятно, ранее обитавших на острове видов птиц было несколько больше, чем сейчас, так как многие виды наблюдавшиеся в 1970-х годах, не были найдены в 1990-х годах.